# Hypsolyrium sapium
Hypsolyrium sapium är en insektsart som beskrevs av Yuan och Gao. Hypsolyrium sapium ingår i släktet Hypsolyrium och familjen hornstritar. Inga underarter finns listade i Catalogue of Life.